# Capim Grosso
Capim Grosso é um município brasileiro do estado da Bahia.

## História
O território que compõe o atual município de Capim Grosso foi originariamente povoado por diversas etnias indígenas, com destaque para os povos genericamente denominados de tapuias e cariris. Com a invasão portuguesa nos territórios indígenas no interior do Nordeste, houve a expansão dos domínios dos proprietários "curraleiros" com destaque para a família dos descendentes do latifundiário "Garcia d'Ávila", família que viria ser conhecida historicamente como a Casa da Torre.
Os povos indígenas que viviam neste território foram expulsos da terra que tradicionalmente ocupavam, deslocando-se para outras regiões para sobreviver. Assim, os indígenas remanescentes acabaram sendo aldeados entre os séculos XVII e XVIII nas Missões religiosas do Sahy (Senhor do Bonfim da Tapera), de São Francisco Xavier (atual Jacobina Velha) e de Bom Jesus da Glória de Jacobina (Santo Antônio de Jacobina).
A concentração da população indígena remanescente em aldeamentos missionários e a expulsão dos indígenas que se recusaram a se aldearem nas missões religiosas contribuíram para um despovoamento da região entre os séculos XVII e XIX, condições que viabilizaram o estabelecimento de propriedades latifundiárias de grandes proporções, como ocorreu com a sesmaria doada à família da Casa da Torre, território que era ignorado pelas instituições governamentais do período colonial e do Império, o que explica a ausência do estado nessa região por séculos.
Com a proclamação da República em 15 de novembro de 1889, a situação não mudou nestas terras que faziam parte de um latifúndio denominado de Fazenda Capim Grosso situado no município de Jacobina. A mudança nesta situação ocorreu em 1916, quando, de acordo com a história oral, um casal de lavradores (dona Ursulina Araújo e o senhor Zózimo Amâncio de Araújo) que moravam nessa fazenda decidiram estabelecer uma moradia própria, tendo construído uma casa e uma casa de farinha na beira de uma lagoa chamada de Lago Capim Grosso. Estas construções passaram posteriormente a receber moradores no seu entorno que formaram o embrião do sítio urbano da futura cidade de Capim Grosso.
Na década de 1940, o povoado de Capim Grosso foi impactado pelas transformações no âmbito educacional, cultural e econômico causadas pela criação da Escola Paroquial de Capim Grosso, estabelecimento privado de ensino confessional implantada pelo padre Alfredo Maria Haasler, pároco da cidade de Jacobina, e em 1947 pela criação da primeira Feira livre do povoado, situada embaixo de uma cajazeira, feira que potencializou o comércio na comunidade local.

## Emancipação política do município
Na década de 1980, com o fim da Ditadura Militar e a promulgação da Constituição Federal de 1988, as reivindicações da população de Capim Grosso passaram a ser mais escutadas pelas autoridades políticas instituídas com a redemocratização do Brasil, especialmente as autoridades locais do Município de Jacobina que passaram a apoiar a emancipação política da localidade.
Em 1984, o prefeito de Jacobina Carlos Alberto Pires Daltro, o Dr. Carlito, expressou seu apoio conferindo autonomia à localidade e articulando para viabilizar a ocorrência da emancipação propriamente dita, o que ocorreu no ano seguinte, em 9 de maio de 1985, quando a população local votou no plebiscito em favor da separação de Capim Grosso, que se desmembrou de Jacobina para formar um novo município, conforme a lei estadual nº 4437, de 9 de maio de 1985.
Após a primeira eleição municipal realizada em Capim Grosso, a população elegeu Cesiano Carlos para assumir o cargo de primeiro prefeito do Município de Capim Grosso.

## Geografia
Localizada a 293 km de Salvador, sua população, conforme IBGE de 2024, é de 35 228 habitantes, sendo o terceiro maior município da microrregião de Jacobina.

## Organização Político-Administrativa
O Município de Capim Grosso possui uma estrutura político-administrativa composta pelo Poder Executivo, chefiado por um Prefeito eleito por sufrágio universal, o qual é auxiliado diretamente por secretários municipais nomeados por ele, e pelo Poder Legislativo, institucionalizado pela Câmara Municipal de Capim Grosso, órgão colegiado de representação dos munícipes que é composto por vereadores também eleitos por sufrágio universal.

### Atuais autoridades municipais de Capim Grosso
- Prefeito: José Sivaldo Rios de Carvalho - PSD (2021/-)[12]
- Vice-prefeito: Frank Neto Oliveira Sousa - PT (2021/-)[12]
- Presidente da Câmara: Jefferson Ferreira - PC do B (2021/-)[12]

## Infraestrutura

### Educação
O Índice de Desenvolvimento da Educação Básica registrado no município em 2017, foi de 4,4 pontos, superando a meta estabelecida de 4,2 e em ascensão, desde 2005.
Entre as instituições públicas de Educação Básica  estão o Centro Territorial de Educação Profissional da Bacia do Jacuípe III, Colégio Estadual Edna Moreira Pinto Daltro, Colégio Municipal Edivaldo Machado Boaventura, Colégio Municipal Antônio Joaquim Ribeiro e outros.   